# Ethan Kath
Claudio Paolo Palmieri (nacido el 25 de diciembre de 1977), conocido como Ethan Kath, es el conocido, compositor y  productor de Crystal Castles y previo bajista de  Kïll Cheerleadër y  Die Mannequin.
La revista Rolling Stone nombró a Crystal Castles el #1 icono de los 20 años del evento festival Lollapalooza. Kath y su banda Crystal Castles recibieron el Premio John Peel a la Innovación en los Premios NME 2011. El álbum de debut de Crystal Castles fue incluido en la lista de NME's "Top 100 Greatest Albums of the Decade" en el n. ° 39.
Ethan Kath posteriormente fue acusado en 2017 por Alice Glass por presunto abuso sexual y maltrato desde los inicios de la banda, El juez no presentó condena contra Ethan kath quien actualmente sigue en libertad pero su paradero es desconocido hasta el día de hoy.

## Biografía
Kath nació de padres italianos en Toronto, Ontario. Antes de Crystal Castles, Kath tocó diferentes instrumentos en muchas bandas. A los 15 años, tocó la batería en Yakarta, una banda anarquista-hardcore. Más tarde, fue el bajista de una banda de garage metal llamada Kill Cheerleader. Él también estaba en una banda de folk de dos piezas.
Crystal Castles son conocidos por la exclusividad de sus vidas e identidades fuera del escenario. Kath es fotografiado rutinariamente con sudaderas que oscurecen parte o la totalidad de su rostro y ha pasado por una serie de alias diferentes a lo largo de los años.
En octubre de 2017, Alice Glass publicó una declaración en su sitio web oficial explicando su salida de Crystal Castles, acusando al cofundador Ethan Kath de abuso sexual, físico y mental. Las acusaciones detallan el presunto abuso que comenzó cuando Glass tenía 15 años y comenzó a grabar con Kath, y se intensificó hasta su eventual partida de Crystal Castles. Kath respondió el mismo día en un comunicado emitido a Pitchfork a través de su abogado, donde calificó las acusaciones de "pura ficción" y dijo que estaba consultando con sus abogados sobre sus opciones legales. Posteriormente, Kath demandó a Glass por difamación. El caso fue desestimado en febrero de 2018.
El 21 de diciembre de 2017, el agente de policía Allyson Douglas-Cook del Servicio de Policía de Toronto confirmó que Palmieri era el sujeto de una investigación de la unidad de Delitos Sexuales actualmente abierta.

## Discografía

### Con Kïll Cheerleadër
- Gutter Days (2001)
- All Hail (2004)

### Con Die Mannequin
- How to Kill (2006)

### Con Crystal Castles
- - Discografía de Crystal Castles
- Crystal Castles (2008)
- Crystal Castles (II) (2010)
- (III) (2012)
- Amnesty (I) (2016)